# Arvsvinst
Arvsvinst är en försäkringsteknisk term för belopp som tilldelas försäkringstagare inom ett försäkringssystem. Inom system skapar man årskullar av försäkringstagare som tillsammans bildar en riskdelande grupp. När en försäkringstagare avlider fördelas dennes premier mellan de kvarlevande försäkringstagarna, i form av arvsvinst.